# Communauté de communes Champagne Vesle
La Communauté de communes Champagne Vesle est une ancienne communauté de communes française, située dans le département de la Marne et la région Grand Est. Les communes qui la composaient font maintenant partie de la Communauté Urbaine du Grand-Reims depuis le 1er janvier 2017.

## Histoire
Le district rural de Gueux, constitué des communes de Courmas, Bouilly, Branscourt, Courcelles-Sapicourt, Gueux, Treslon, Les Mesneux, Sacy, Ecueil, Trigny, Chamery, Sermiers, Thillois et Champigny, a été créé en 1973.
L’objectif du district de Gueux était de réaliser des équipements 
modernes et de mettre en place des services indispensables pour les 
habitants, sachant qu’individuellement les communes n’étaient pas en 
mesure d’assumer ces ambitions.
Ce district a été transformé en communauté de communes et renommé CC  Champagne-Vesle par un arrêté préfectoral du 11 décembre 2000. De 26 communes lors de sa création, elle passe progressivement à 31 communes.
Le 31 décembre 2012, les communes de Chenay, antérieurement membre de la Communauté de communes du Massif, et Bouleuse et Courtagnon, antérieurement membres de la Communauté de communes Ardre et Tardenois, ont rejoint la CCCV. 
À l'inverse, Champigny l'a quitté pour rejoindre Reims Métropole.
Ses communes ont intégré la communauté urbaine du Grand Reims le 1er janvier 2017.

## Composition
L'intercommunalité était composée de 33 communes, dont la principale est Muizon :
| Nom                          | Code Insee | Gentilé                 | Superficie (km2) | Population (dernière pop. légale) | Densité (hab./km2) |
| ---------------------------- | ---------- | ----------------------- | ---------------- | --------------------------------- | ------------------ |
| Gueux (siège)                | 51282      | Gueuxiens               | 8,86             | 1 686 (2014)                      | 190                |
| Aubilly                      | 51020      | Albillyciens            | 3,16             | 48 (2014)                         | 15                 |
| Bouilly                      | 51072      | Beullisiens             | 5,64             | 182 (2014)                        | 32                 |
| Bouleuse                     | 51073      | Bouleusiens             | 4,11             | 205 (2014)                        | 50                 |
| Branscourt                   | 51081      | Branscourtois           | 3,72             | 278 (2014)                        | 75                 |
| Châlons-sur-Vesle            | 51109      | Châlonnais              | 4,45             | 193 (2014)                        | 43                 |
| Chamery                      | 51112      | Chamayots               | 5,27             | 402 (2014)                        | 76                 |
| Chenay                       | 51145      | Chenaisiens             | 3,89             | 247 (2014)                        | 63                 |
| Coulommes-la-Montagne        | 51177      | Coulommois              | 2,70             | 224 (2014)                        | 83                 |
| Courcelles-Sapicourt         | 51181      | Courcellois-Sapicaviens | 3,86             | 364 (2014)                        | 94                 |
| Courmas                      | 51188      | Courmassiens            | 2,87             | 195 (2014)                        | 68                 |
| Courtagnon                   | 51190      |                         | 3,95             | 60 (2014)                         | 15                 |
| Écueil                       | 51225      |                         | 7,03             | 312 (2014)                        | 44                 |
| Faverolles-et-Coëmy          | 51245      | Faverollais             | 5,48             | 552 (2014)                        | 101                |
| Germigny                     | 51267      | Germinois               | 2,39             | 191 (2014)                        | 80                 |
| Janvry                       | 51305      | Janvryssois             | 1,94             | 139 (2014)                        | 72                 |
| Jouy-lès-Reims               | 51310      | Jouissiens              | 1,86             | 214 (2014)                        | 115                |
| Les Mesneux                  | 51365      | Mesneusiens             | 4,26             | 843 (2014)                        | 198                |
| Méry-Prémecy                 | 51364      |                         | 5,11             | 59 (2014)                         | 12                 |
| Muizon                       | 51391      | Muizonnais              | 7,15             | 2 154 (2014)                      | 301                |
| Ormes                        | 51418      | Ormois                  | 6,31             | 452 (2014)                        | 72                 |
| Pargny-lès-Reims             | 51422      |                         | 3,62             | 441 (2014)                        | 122                |
| Rosnay                       | 51468      | Rosnaysiens             | 5,54             | 330 (2014)                        | 60                 |
| Sacy                         | 51471      | Sacyats                 | 5,56             | 383 (2014)                        | 69                 |
| Saint-Euphraise-et-Clairizet | 51479      |                         | 4,91             | 230 (2014)                        | 47                 |
| Savigny-sur-Ardres           | 51527      | Saviniens               | 8,95             | 258 (2014)                        | 29                 |
| Sermiers                     | 51532      | Sermates                | 18,23            | 536 (2014)                        | 29                 |
| Serzy-et-Prin                | 51534      |                         | 7,36             | 174 (2014)                        | 24                 |
| Thillois                     | 51569      | Thilloisiens            | 6,35             | 384 (2014)                        | 60                 |
| Treslon                      | 51581      | Treslonnais             | 3,97             | 224 (2014)                        | 56                 |
| Trigny                       | 51582      | Trignassiens            | 12,21            | 539 (2014)                        | 44                 |
| Ville-Dommange               | 51622      | Villedommangeois        | 3,40             | 410 (2014)                        | 121                |
| Vrigny                       | 51657      | Vrignolais              | 4,46             | 205 (2014)                        | 46                 |

## Fonctionnement

### Siège
Le siège de l'intercommunalité était à Gueux,18 rue du Moutier.

### Élus
La Communauté de communes est administrée par son Conseil communautaire, composé, pour la mandature 2014-2020,  de 48 conseillers communautaires, qui sont des conseillers municipaux représentant chaque commune membre.
Le conseil communautaire du 10 avril 2014 a réélu son président, Luc Bzdak, maire de Coulommes-la-Montagne, et désigné ses huit vice-présidents, qui sont : 
1. Francis Blin, maire de Trigny ;
2. Philippe Causse, maire de Savigny-sur-Ardres ;
3. Jacques Bourgogne, maire de Thillois ;
4. Eric Léger, maire de Sacy ;
5. Claudine Normand, maire de Rosnay ;
6. Pierre Lhotte, maire de Branscourt ;
7. Jean-Pierre Ronseaux, maire de Gueux ;
8. Germain Renard, maire de Muizon[4].

Ensemble, ils forment le bureau de l'intercommunalité pour la mandature 2014-2020.

### Liste des présidents
| Période                                  | Période       | Identité  | Étiquette | Qualité                                                                 |
| ---------------------------------------- | ------------- | --------- | --------- | ----------------------------------------------------------------------- |
| Les données manquantes sont à compléter. |               |           |           |                                                                         |
| ?                                        | décembre 2016 | Luc Bzdak | NC        | Maire de Coulommes-la-Montagne (2001 → ) Réélu pour le mandat 2014-2020 |

### Compétences
La CCCV exerçait ses compétences dans les domaines suivants :
- Assainissement
- Développement économique
- Bâtiments scolaires et industriels
- Sécurité (Pompiers défense incendie)
- Tourisme
- Voiries intercommunales

### Régime fiscal et budget
La communauté de communes percevait une fiscalité additionnelle avec FPZ (fiscalité professionnelle de zone) et sans FPE (fiscalité professionnelle sur les éoliennes).